# Kékesi Attila
Kékesi Attila (Budapest, 1967. augusztus 2. –) magyar dokumentumfilm-rendező, operatőr, vágó, egyetemi docens.

## Életpályája
1986-1989 között a Kandó Kálmán Villamosipari Műszaki Főiskola hallgatója volt, rendszerszervezés- számítástechnika alkalmazása szakon számítógép programozó, rendszerszervező diplomát szerzett. 1992-1993 között Féner Tamás fotóstúdiójában dolgozott. 1993-1996 között a Színház- és Filmművészeti Főiskola hallgatója volt, ahol operatőrként diplomázott. 1993 és 1995-ben részt vett a budapesti nemzetközi operatőri mesterkurzuson ahol olyan emberektől tanult, mint Dean Candy, Billy Williams vagy Zsigmond Vilmos. 2000-2002 között a pécsi Janus Pannonius Tudományegyetem romológia akkreditált képzésén vett részt. 2001-2004 között a Színház- és Filmművészeti Egyetem doktori iskolájának hallgatója volt, ahol 2009-ben DLA fokozatot szerzett. 2001-2010 között az intézményben egyetemi tanársegéd, 2010-2015 között egyetemi adjunktus, 2015-től egyetemi docens.

## Dokumentumfilmes munkái
- Hajni (1994) – rendező, operatőr, vágó
- Tandori (1996) – operatőr
- Trapé (1996) – operatőr
- Ottavio (1997) – rendező, operatőr, vágó
- Labirintus (1998) – rendező, operatőr, vágó
- A kor szelleme (1998) – rendező, operatőr, vágó
- Budapest retró I. (1998) – vágó
- Esterházy-vacsora (1999) – társrendező, operatőr, vágó
- A cipész szerencséje (2000-2001) – rendező, operatőr, vágó
- Kimaradtak (2001) – rendező, operatőr, vágó
- Vargabetű (2001-2002) – rendező, operatőr, vágó
- Az út vége (2003) – vágó
- Béke poraikra (2003-2004) – rendező, operatőr, vágó
- A mi kis Európánk (2006) – operatőr
- A forradalom arca – Egy pesti lány nyomában (2001-2006) – rendező, operatőr, vágó
- Motalko – Egy benzinkút krónikája (2011) – rendező, vágó
- A börtön ablakában (2011) – rendező, operatőr, vágó
- Rajk 40 (2013) – rendező, operatőr, vágó
- Közel Capához (2014) – rendező, operatőr, vágó
- Tititá (2015) – operatőr
- A virtuóz (2016) – rendező

## Tagságai
- 1996— A Magyar Operatőrök Társaságának (HSC) tagja
- 1996— A Magyar Újságírók Szövetségének (MÚOSZ) tagja
- 2000— A Dokumentumfilm Rendezők Klubjának (DocClub) alapító és vezetőségi tagja
- 2001— A Magyar Filmművészek Szövetségének tagja
- 2002— A Magyar Rendezők Céhének (MRC) tagja

## Díjai és kitüntetései
- Balázs Béla-díj (2010)